# Zdeněk Fibich
Zdeněk Antonín Václav Fibich (Vseborice, 21 dicembre 1850 – Praga, 15 ottobre 1900) è stato un compositore ceco.

## Biografia
Fu allievo di Ignaz Moscheles al conservatorio di Lipsia e di Hans Richter a Praga. Nel 1871 si stabilì nella capitale ceca, dove si affermò come direttore d'orchestra nel Teatro Nazionale. 
Autore di numerose opere teatrali ispirate al linguaggio wagneriano, cinque melologhi, tre cantate e due messe, scrisse anche un'ampia produzione orchestrale e da camera. 
Con Antonín Dvořák e Bedřich Smetana, è ritenuto uno dei maggiori compositori della scuola nazionale boema del XIX secolo.